# Condorraptor
Condorraptor currumili war ein mittelgroßer Theropode aus dem Mitteljura von Argentinien, der 2005 von Oliver Rauhut beschrieben wurde und von dem mehrere Individuen überliefert sind. Es ist jedoch ungeklärt, ob sie alle demselben Taxon angehören. Teile des Postkraniums sowie Zähne sind erhalten.
Condorraptor gehört zu den am besten bekannten Theropoden des Mitteljuras auf der Südhalbkugel, obwohl das Postkranium unvollständig ist.

## Beschreibung
Condorraptor wurde in der Cañadón-Asfalto-Formation entdeckt, welche in der argentinischen Provinz Chubut liegt. Der Name bedeutet „Jäger aus Condor“ und bezieht sich darauf, dass der Fundort 2,3 km westlich von Cerro Condor liegt. Die Funde sind etwa 166 bis 163 Millionen Jahre alt und stammen aus dem Callovium (Mitteljura).
Der Holotyp (MPEF-PV 1672) umfasst ein linkes Schienbein (Tibia) und möglicherweise einen Zehenknochen. 31 Paratypen sind bekannt, mit den Katalognummern, MPEF-PV 1673–1697 beziehungsweise MPEF-PV 1700–1705. Das Material schließt unter anderem Halswirbel, Rückenwirbel, Rippen, Oberschenkel, Wadenbeine und Teile des Beckens ein.
Aufgrund des zahlreichen Materials, das vielen Individuen zuzuweisen ist, wird Condorraptor als einer der komplettesten Theropoden des Mitteljuras in Gondwana angesehen. Es könnte sich bei diesen Exemplaren jedoch um lediglich eines handeln. Charakteristische Merkmale sind die Position der seitlichen Aushöhlungen und Vertiefungen im Schienbein sowie das Fehlen einer hinteren Kerbe zwischen Oberschenkel und Schienbein. Dieses Taxon ist von Bedeutung, da es Oliver Rauhuts Vermutung einer Radiation der Theropoden in der Jurazeit stützt.

## Systematik
Oliver Rauhut hat Condorraptor sowohl in der Erstbeschreibung als auch später im Jahr 2007 als basalen Vertreter der Gruppe Theropoda eingeordnet. Andere Autoren sehen Condorraptor als Vertreter der Spinosauroidea und nahen Verwandten von Piatnitzkysaurus an.
Im Jahr 2012 wurde Condorraptor von Carrano und Kollegen zusammen mit Marshosaurus und Piatnitzkysaurus in die Familie Piatnitzkysauridae eingeordnet.